# Liste der US-Open-Sieger (Juniorinnendoppel)
Diese Liste enthält alle Finalistinnen im Juniorinnendoppel bei den US Open. Das Event wurde 1982 das erste Mal ausgespielt.
| Jahr | Siegerinnen                             | Finalgegnerinnen                            | Ergebnis                           |
| ---- | --------------------------------------- | ------------------------------------------- | ---------------------------------- |
| 1982 | Penny Barg Beth Herr                    | Ann Hulbert Bernadette Randall              | 1:6, 7:5, 7:6                      |
| 1983 | Ann Hulbert Bernadette Randall          | Natalia Reva Larisa Sawtschenko             | 6:4, 6:2                           |
| 1984 | Mercedes Paz Gabriela Sabatini          | Stephanie London Cammy MacGregor            | 6:4, 3:6, 6:2                      |
| 1985 | Andrea Holíková Radka Zrubáková         | Mariana Pérez Roldán Patricia Tarabini      | 6:4, 2:6, 7:5                      |
| 1986 | Jana Novotná Radka Zrubáková            | Olena Brjuchowez Leila Mes’chi              | 6:4, 6:2                           |
| 1987 | Meredith McGrath Kimberly Po            | Kim Il-soon Wang Shi-ting                   | 6:4, 7:5                           |
| 1988 | Meredith McGrath Kimberly Po            | Cathy Caverzasio Laura Lapi                 | 6:3, 6:1                           |
| 1989 | Jennifer Capriati Meredith McGrath      | Jo-Anne Faull Rachel McQuillan              | 6:0, 6:3                           |
| 1990 | Kristin Godridge Kirrily Sharpe         | Erika de Lone Lisa Raymond                  | 4:6, 7:5, 6:2                      |
| 1991 | Kristin Godridge Nicole Pratt           | Åsa Svensson Cătălina Cristea               | 7:6, 7:5                           |
| 1992 | Lindsay Davenport Nicole London         | Katie Schlukebir Julie Steven               | 7:5, 6:7, 6:4                      |
| 1993 | Nicole London Julie Steven              | Hiroko Mochizuki Yuka Yoshida               | 6:3, 6:4                           |
| 1994 | Surina De Beer Chantal Reuter           | Nannie de Villiers Lizzie Jelfs             | 4:6, 6:4, 6:2                      |
| 1995 | Corina Morariu Ludmila Varmužová        | Anna Kurnikowa Aleksandra Olsza             | 6:3, 6:3                           |
| 1996 | Surina De Beer Jessica Steck            | Petra Rampre Katarina Srebotnik             | 6:4, 6:3                           |
| 1997 | Marissa Irvin Alexandra Stevenson       | Cara Black Irina Seljutina                  | 6:2, 7:6                           |
| 1998 | Kim Clijsters Eva Dyrberg               | Jelena Dokić Evie Dominikovic               | 7:6, 6:4                           |
| 1999 | Dája Bedáňová Iroda Toʻlaganova         | Galina Fokina Lina Krasnoruzkaja            | 6:3, 6:4                           |
| 2000 | Gisela Dulko María Emilia Salerni       | Anikó Kapros Christina Wheeler              | 3:6, 6:2, 6:2                      |
| 2001 | Galina Fokina Swetlana Kusnezowa        | Jelena Janković Matea Mezak                 | 7:5, 6:3                           |
| 2002 | Elke Clijsters Kirsten Flipkens         | Shadisha Robinson Tory Zawacki              | 6:1, 6:3                           |
| 2003 | kein Spiel wegen schlechtem Wetter      | kein Spiel wegen schlechtem Wetter          | kein Spiel wegen schlechtem Wetter |
| 2004 | Marina Eraković Michaëlla Krajicek      | Mădălina Gojnea Monica Niculescu            | 7:64, 6:0                          |
| 2005 | Nikola Fraňková Alissa Kleibanowa       | Alexa Glatch Vania King                     | 7:5, 7:63                          |
| 2006 | Mihaela Buzărnescu Raluca Olaru         | Sharon Fichman Anastassija Pawljutschenkowa | 7:5, 6:2                           |
| 2007 | Ksenija Mileuskaja Urszula Radwańska    | Oksana Kalaschnikowa Xenija Lykina          | 6:1, 6:2                           |
| 2008 | Noppawan Lertcheewakarn Sandra Roma     | Mallory Burdette Sloane Stephens            | 6:0, 6:2                           |
| 2009 | Walerija Solowjowa Maryna Zanevska      | Elena Bogdan Noppawan Lertcheewakarn        | 1:6, 6:3, 10:7                     |
| 2010 | Tímea Babos Sloane Stephens             | An-Sophie Mestach Silvia Njirić             | kampflos                           |
| 2011 | Irina Chromatschowa Demi Schuurs        | Gabrielle Faith Andrews Taylor Townsend     | 6:4, 5:7, [10:5]                   |
| 2012 | Gabrielle Faith Andrews Taylor Townsend | Belinda Bencic Petra Uberalová              | 6:3, 6:4                           |
| 2013 | Barbora Krejčíková Kateřina Siniaková   | Belinda Bencic Sara Sorribes Tormo          | 6:3, 6:4                           |
| 2014 | İpek Soylu Jil Teichmann                | Wera Lapko Tereza Mihalíková                | 5:7, 6:2, [10:7]                   |
| 2015 | Viktória Kužmová Alexandra Pospelowa    | Anna Kalinskaja Anastassija Potapowa        | 7:5, 6:2                           |
| 2016 | Jada Hart Ena Shibahara                 | Kayla Day Caroline Dolehide                 | 4:6, 6:2, [13:11]                  |
| 2017 | Olga Danilović Marta Kostjuk            | Lea Bošković Wang Xiyu                      | 6:1, 7:5                           |
| 2018 | Coco Gauff Catherine McNally            | Hailey Baptiste Dalayna Hewitt              | 6:2, 6:1                           |
| 2019 | Kamilla Bartone Oxana Selechmetjewa     | Aubane Droguet Séléna Janicijevic           | 7:5, 7:66                          |
| 2020 | ausgefallen, COVID-19-Pandemie          | ausgefallen, COVID-19-Pandemie              | ausgefallen, COVID-19-Pandemie     |
| 2021 | Ashlyn Krueger Robin Montgomery         | Reese Brantmeier Elvina Kalieva             | 5:7, 6:3, [10:4]                   |
| 2022 | Lucie Havlíčková Diana Schneider        | Carolina Kuhl Ella Seidel                   | 6:3, 6:2                           |
| 2023 | Mara Gae Anastassija Gurjewa            | Sara Saito Nanaka Sato                      | 1:6, 7:5, [10:8]                   |
| 2024 | Malak El Allami Emily Sartz-Lunde       | Julie Paštiková Julia Stusek                | 6:2, 4:6, [10:6]                   |